# NGC 1657
NGC 1657 je galaksija u zviježđu Eridanu.

## Vanjske poveznice
- SEDS: NGC 1657